# 미국흰두루미
미국흰두루미(Whooping crane)는 북아메리카에서 가장 키가 큰 새이며 멸종위기종이다. 캐나다흰두루미와 같이 북아메리카에 서식하는 두가지 두루미중 하나이다. 야생에서의 수명은 22-24년이다. 한때 23마리 만이 남아있었으나, 이제는 늘어나서 수백마리로 되었다.